# Гонзага ди Луцара
Гонзàга ди Луцàра (на италиански: Gonzaga di Luzzara) е кадетски клон на династията Гонзага.

## История
Феодът Луцара е част от владенията на маркиз Джанфранческо I Гонзага, които той оставя като наследство на тримата си сина. След смъртта му през 1444 г. той е даден на най-малкия от тях – Карло (с феодите Сабионета и Боцоло). След смъртта на Карло през 1456 г. земите са наследени от неговия син Уголото. Уголото умира бездетен и по-големият брат на Карло, Лудовико III, преразпределя земите сред децата си, а Родолфо, най-малкият, получава крепостта Луцара (и тези на Кастильоне, Солферино и Повильо). Неговият по-голям брат Федерико продължава традицията на маркграфовете на Мантуа като Федерико I. Най-младият, Джанфранческо, е основателят на кадетския клон Гонзага ди Сабионета е Боцоло. Една от сестрите му, Доротея, става херцогиня на Милано, като се омъжва за херцога на Милано Галеацо Мария Сфорца. Друга сестра, Барбара, се омъжва за херцог Еберхард V от Вюртемберг.
Родолфо има двама сина – Джанфранческо, който става владетел на Луцара, и Алоизио, който продължава отделните клонове на Гонзага ди Кастел Гофредо, Кастильоне е Солферино.
През 1557 г. Масимилиано Гонзага отстъпва феода на Гулиелмо Гонзага, херцог на Мантуа, запазвайки за себе си и своите наследници някои дворци и титлата „маркиз на Луцара", като същевременно няма никаква власт над територията, която е подчинена на Мантуа до 1630 г.
През 1747 г. Мария Терезия от Австрия притежава земите на Луцара и ги интегрира в Херцогство Парма и Пиаченца. Договорът от Аахен през 1748 г. връща херцогството обратно в ръцете на Фернандо VI от Испания. Кадетският клон изчезва през 1766 г. с Джовани Гонзага, осми и последен маркграф на Луцара.

## Представители

### Господари на Луцара
| управление  | изображение | име                          | раждане и смърт              |
| 1444 – 1456 |             | Карло                        | *1415 † 1456                 |
| 1456 – ?    |             | Уголото                      | *1452                        |
| ? – 1478    |             | Лудовико II Гонзага (регент) |                              |
| 1478 – 1495 |             | Родолфо                      | *1452 † 1495                 |
| 1495 – 1508 |             | Джанфранческо с Алоизио      | *1488 † 1524; * 1484, † 1549 |
| 1508 – 1524 |             | Джанфранческо                | *1488 † 1524                 |
| 1524 – 1561 |             | Масимилиано                  | *1513 † 1578                 |

### Маркграфове на Луцара
| управление  | изображение | име         | раждане и смърт |
| 1561 – 1578 |             | Масимилиано | *1513, † 1578   |
| 1578 – 1614 |             | Просперо    | *1554, † 1614   |
| 1614 – 1630 |             | Федерико I  | *1591, † 1630   |
| 1630 – 1666 |             | Луиджи I    | *1602, † 1666   |
| 1696 – 1698 |             | Федерико II | *1636, † 1698   |
| 1698 – 1738 |             | Луиджи II   | *1679, † 1738   |
| 1738 – 1782 |             | Базилио     | *1711, † 1782   |
| 1782 – 1794 |             | Джовани     | *1721, † 1794   |

Клонът продължава до 3 април 1794 г. – смъртта на Джовани Гонзага, последният потомък.

## Кадетски клонове на Луцара
Клонът има две кадетски клона:
- Гонзага ди Повильо: Повильо е папски феод, издигнат като графство през 1513 г. Клонът произхожда от Родолфо Гонзага († 1553), син на Джанфранческо Гонзага, и продължава със сина му Луиджи (* 1538, † 1570).[2]
- Гонзага ди Кастел Гофредо, Кастильоне е Солферино: след смъртта на Родолфо Гонзага феодът е допълнително разделен между синовете му: Джанфранческо получава Луцара и става родоначалник на кадетския клон Гонзага от Луцара; Алоизио (Луиджи Алесандро) получава Кастильоне и Кастел Гофредо, и става родоначалник на клона Гонзага ди Кастел Гофредо, Кастильоне е Солферино. Клонът на Кастильоне изчезва с Луиджи III Гонзага, който подписва отказа от права в полза на императрица Мария Терезия Австрийска на 26 юли 1773 г. и Княжество Кастильоне, Медоле и Солферино е присъединено към Мантуа, вече австрийска.

### Други
- (EN) Генеалогия на Гонзага ди Луцара, на genealogy.euweb.cz Посетено на 19 септември 2023 г.
- Nelle terre dei Gonzaga, на it.wikivoyage.org Посетено на 19 септември 2023 г.
- Luzzara Gonzaghesca Documenti e cenni storici riguardanti il periodo gonzaghesco e il ramo della famiglia Gonzaga di Luzzara dal 1331 al 1794 Архив на оригинала от 2020-11-21 в Wayback Machine. (PDF). Посетено на 19 септември 2023 г.
- Università del Tempo Libero di Luzzara – Anno 2010/2011, Luzzara Gonzaghesca

## Вужте също
- Луцара
- Гонзага

|  | Тази страница частично или изцяло представлява превод на страницата Gonzaga di Luzzara в Уикипедия на италиански. Оригиналният текст, както и този превод, са защитени от Лиценза „Криейтив Комънс – Признание – Споделяне на споделеното“, а за съдържание, създадено преди юни 2009 година – от Лиценза за свободна документация на ГНУ. Прегледайте историята на редакциите на оригиналната страница, както и на преводната страница, за да видите списъка на съавторите. ВАЖНО: Този шаблон се отнася единствено до авторските права върху съдържанието на статията. Добавянето му не отменя изискването да се посочват конкретни източници на твърденията, които да бъдат благонадеждни. |